# ديفيد معلوف
ديفيد جورج جوزيف معلوف (مواليد 20 مارس 1934) كاتب أسترالي. يُعد أحد أعظم الكتاب الأستراليين. حصل على جائزة نيوستاد الدولية للأدب عام 2000، وحصلت روايته عام 1993 تذكر بابل على جائزة دبلن الأدبية الدولية عام 1996، وفاز بجائزة أستراليا-آسيا الأدبية الافتتاحية عام 2008، وُرشح لجائزة بوكر. في عام 2016، حصل على جائزة المجلس الأسترالي للإنجاز مدى الحياة في الأدب.
في عام 2009 كجزء من احتفالات كيو 150، أُعلن عن ديفيد معلوف أيقونة كيو 150 في كوينزلاند لدوره «كفنان مؤثر».

## الحياة الشخصية
ولد معلوف في بريزبان بأستراليا لأب الشعب اللبناني مسيحي وأم إنجليزية من أصل يهودي سفاردي برتغالي. هاجرت عائلته من لبنان في ثمانينيات القرن التاسع عشر، بينما انتقلت عائلة والدته إلى إنجلترا عبر هولندا، قبل أن تهاجر إلى أستراليا في عام 1913. إنه مثلي الجنس علانية ولديه أخت واحدة، جيل فيليبس.
كان قارئًا نهمًا عندما كان طفلاً، وكان يبلغ من العمر 12 عامًا يقرأ كتبًا مثل مرتفعات ويذرنغ والمنزل الكئيب وأحدب نوتردام. يقول إن هذه الكتب علمته عن الجنس: «لقد أخبروك أن هناك حياة مليئة بالعاطفة بشكل مذهل»".  التحق بمدرسة بريزبان للقواعد وتخرج من جامعة كوينزلاند عام 1955. حاضر لفترة قصيرة قبل أن ينتقل إلى لندن، حيث درّس في مدرسة هولاند بارك قبل أن ينتقل إلى بيركينهيد في عام 1962. عاد إلى أستراليا عام 1968، ودرّس في مدرسته القديمة،  وألقى محاضرات باللغة الإنجليزية في جامعتي كوينزلاند وسيدني.
عاش في إنجلترا وتوسكانا. أمضى على مدى العقود الثلاثة الماضية معظم وقته في سيدني. مثل العديد من الكتاب، فهو يُقدّر خصوصيته ويستمتع بالعيش في توسكانا «حيث يمكنه التفكير والكتابة دون الكشف عن هويته».

## روابط خارجية
- ديفيد معلوف على موقع IMDb (الإنجليزية)
- ديفيد معلوف على موقع الموسوعة البريطانية (الإنجليزية)
- ديفيد معلوف على موقع مونزينجر (الألمانية)
- ديفيد معلوف على موقع ميوزك برينز (الإنجليزية)
- ديفيد معلوف على موقع ديسكوغز (الإنجليزية)